# Lista över huset Wittelsbach

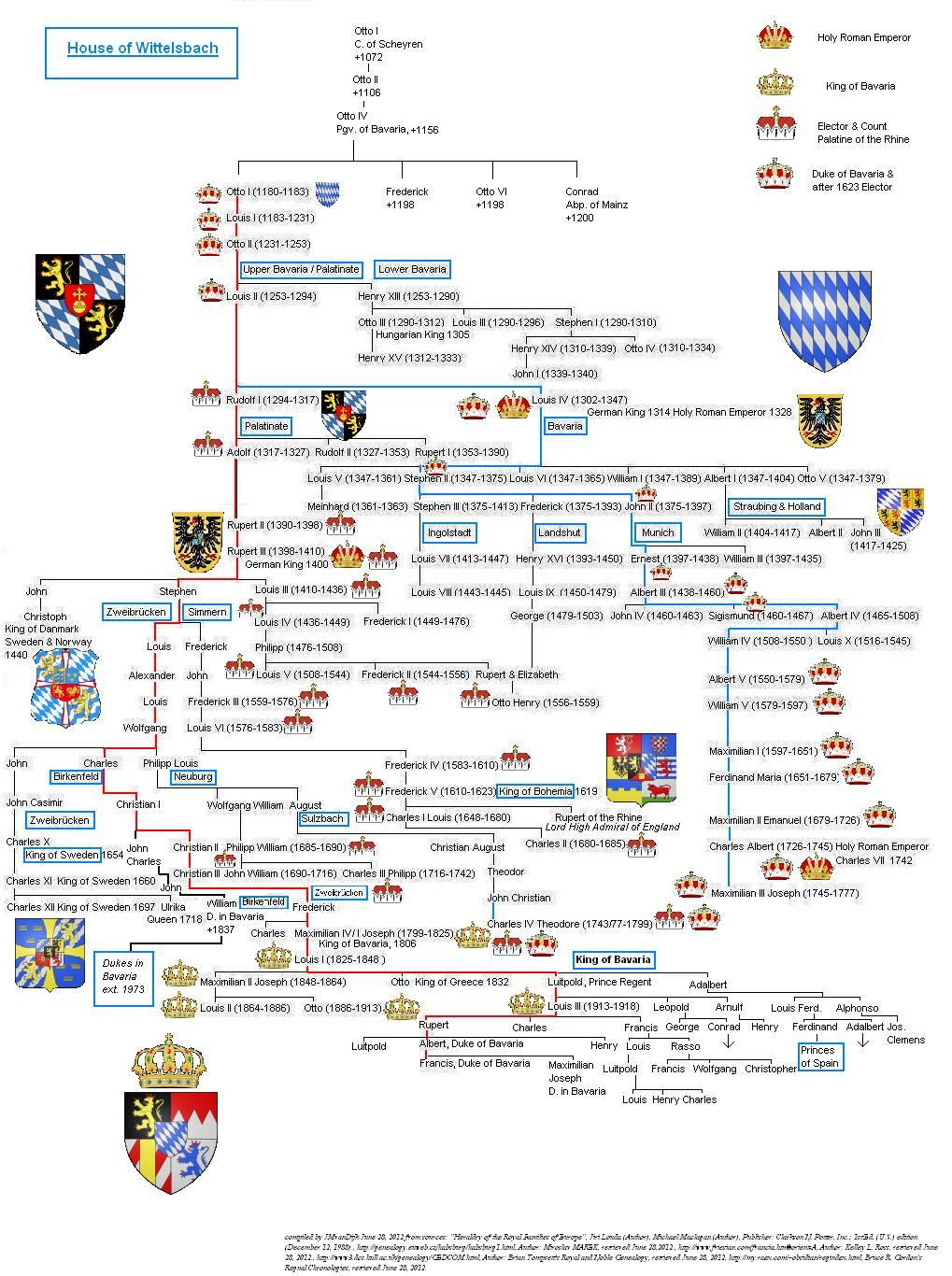
Översiktligt schema över släktgrenarna.

Detta är en lista över medlemmar av huset Wittelsbach.

## Huset Wittelsbach i Bayern
- Otto IV av Wittelsbach
- Otto V av Wittelsbach
- Otto I, hertig av Bayern (1180–1183)
- Ludvig I, hertig av Bayern (1183–1231), son till Otto I
- Otto II av Bayern (1231–1253), son till Ludvig I

## Huset Wittelsbach i Niederbayern
- Henrik XIII av Niederbayern (1253–1290), son till Otto II
- Otto III av Niederbayern (1290–1312)
- Ludvig III av Niederbayern
- Stefan I av Niederbayern
- Henrik XIV av Niederbayern
- Otto IV av Niederbayern
- Henrik XV av Niederbayern
- Johan I av Niederbayern (död  1340)

## Huset Wittelsbach i Oberbayern
- Ludvig II av Oberbayern (1253–1294), son till Otto II
- Rudolf I av Oberbayern (1294–1317), son till Ludvig II
- Ludvig IV av Oberbayern (1302–1347), tysk-romersk kejsare 1314–1347, son till Ludvig II
- Ludvig V av Oberbayern (1347–1361), son till Ludvig IV
- Ludvig VI av Oberbayern (1347–1351), son till Ludvig IV
- Otto V av Oberbayern (1347–1351), son till Ludvig IV
- Meinhard av Oberbayern (1361–1363), son till Ludvig V
- Stefan II av Bayern (1347/1363–1375), son till Ludvig IV

## Huset Wittelsbach i Bayern-Holland
- Vilhelm I av Niederbayern (död 1388), son till Ludvig IV
- Albrekt I av Niederbayern (död 1402), son till Ludvig IV
- Albrekt II av Niederbayern (död 1397), son till Albrekt I
- Vilhelm II av Niederbayern (död 1417), son till Albrekt I
- Johan III av Niederbayern (död 1425), son till Albrekt I

## Huset Wittelsbach i Bayern-Ingolstadt
- Stefan III av Bayern (död 1413), son till Stefan II
- Ludvig VII den skäggige (död 1445), son till Stefan III
- Ludvig VIII den puckelryggige (död 1443), son till Ludvig VII

## Huset Wittelsbach i Bayern-Landshut
- Fredrik (död 1393), son till Stefan II
- Henrik XVI (död 1450), son till Fredrik
- Ludvig IX  (död 1479), son till Henrik XVI
- Georg  (död  1503), son till Ludvig IX

## Huset Wittelsbach i Bayern-München
- Johan II av Bayern (död 1397), son till Stefan II
- Ernst av Bayern (1397–1438), son till Johan II
- Vilhelm III (död 1435), son till Johan II
- Albrekt III (1438–1460), son till Ernst
- Johan IV av Bayern (1460–1465), son till Albrekt III
- Albrekt IV den vise (1465–1508), son till Albrekt III

## Huset Wittelsbach i Bayern
- Vilhelm IV av Bayern (1508–1550), son till Albrekt IV
- Ludvig X av Bayern (död 1545), son till Albrekt IV
- Albrekt V den högsinte (1550–1579), son till Vilhelm IV
- Vilhelm V den fromme (1579–1597), son till Albrekt V

## Kurfurstar av Bayern (från 1623)
- Maximilian I av Bayern (1597–1651)
- Ferdinand av Bayern (1651–1679)
- Maximilian II Emanuel (1679–1726)
- Karl Albrekt av Bayern (1726–1745), tysk-romersk kejsare 1742–1745
- Maximilian III Joseph av Bayern (1745–1777)
- Karl Theodor av Pfalz och Bayern (1777–1799)
- Maximilian IV Josef av Bayern (1799–1825; från 1805 som kung Maximilian I Josef av Bayern)

## Huset Wittelsbach i Pfalz
- Rudolf I av Pfalz (1294–1319), son till Ludvig II av Oberbayern
- Adolf av Pfalz (död 1327), son till Rudolf I
- Rudolf II av Pfalz (1329–1353), son till Rudolf I
- Ruprecht I av Pfalz (1353–1390), son till Rudolf I
- Ruprecht II av Pfalz (1390–1398), son till Adolf
- Ruprecht III av Pfalz (1398–1410)
- Ludvig III av Pfalz (1410–1436)
- Ludvig IV av Pfalz (1436–1449)
- Fredrik den segerrike av Pfalz (1449–1476)
- Filip den uppriktige av Pfalz (1476–141508)
- Ludvig V av Pfalz (1508–1544)
- Fredrik II av Pfalz (1544–1556)
- Otto Henrik av Pfalz (1556–1559)

## Linjen Pfalz-Simmern
- Stefan av Pfalz Zweibrücken och Simmern (död 1410) son till Ruprecht III
- Fredrik I av Pfalz-Simmern (1459–1480)
- Johan I av Pfalz-Simmern (1480–1509)
- Johan II av Pfalz-Simmern (1509–1557)
- Fredrik III av Pfalz-Simmern (1557–1576)
- Ludvig VI av Pfalz-Simmern (1576–1583)
- Fredrik IV av Pfalz-Simmern (1583–1610)
- Fredrik V av Pfalz (1610-23), kung av Böhmen 1619–1620
- Karl Ludvig av Pfalz (1648–1680)
- Karl II av Pfalz (1680–1685)
- Johan Kasimir av Pfalz-Simmern, son till Fredrik III av Pfalz-Simmern
- Vilhelm den fromme av Pfalz
- Maximilian av Pfalz (1623–1648)

## Linjen Pfalz-Zweibrücken
- Ludvig I av Pfalz-Zweibrücken (1444–1489), son till Stefan av Pfalz
- Alexander av Pfalz-Zweibrücken (1489–1514)
- Ludvig II av Pfalz-Zweibrücken (1514–1532)
- Wolfgang av Pfalz-Zweibrücken (1532–1569)
- Filip Ludvig av Pfalz-Neuburg (1569–1614)
- Wolfgang Vilhelm av Pfalz-Neuburg (1614–1653)
- Filip Vilhelm av Pfalz-Neuburg (1685–1690)
- Johan Vilhelm av Pfalz-Neuburg (1690–1716)
- Karl III Filip av Pfalz (kurfurste av Pfalz 1716–1742)

## Linjen Pfalz-Sulzbach
- August av Pfalz-Sulzbach, bror till Wolfgang Vilhelm av Pfalz-Neuburg
- Kristian August av Pfalz-Sulzbach
- August Karl av Pfalz-Sulzbach
- Karl Theodor av Bayern (kurfurste av Bayern 1777–1799)

## Linjen Pfalz-Zweibrücken-Kleeburg, Regenter i Sverige
- Johan I av Pfalz-Zweibrücken, son till Wolfgang av Pfalz-Zweibrücken
  - Johan Kasimir av Pfalz-Zweibrücken
    - Karl X Gustav (1654–1660)
      - Karl XI (1660–1697)
        - Karl XII (1697–1718)
        - Hedvig Sofia
        - Ulrika Eleonora (1719–1720)

    - Adolf Johan av Pfalz
      - Adolf Johan den yngre av Pfalz-Zweibrücken
      - Gustav av Pfalz-Zweibrücken (död  1731)

## Yngre linjen Pfalz-Birkenfeld
- Karl I av Birkenfeld-Bischweiler
- Ludvig III av Birkenfeld
- Kristian III av Birkenfeld
- Kristian IV av Birkenfeld
- Fredrik Mikael av Pfalz-Zweibrücken-Birkenfeld
- Maximilian I Joseph av Bayern

## Kungar av Bayern (från 1805; jämför kurfurstar ovan)
- Maximilian I Joseph av Bayern (1799–1825)
  - Ludvig I av Bayern (1825–1848)
    - Maximilian II av Bayern (1848–1864)
      - Ludvig II av Bayern (1864–1886)
      - Otto I av Bayern (1886–1913)

    - Luitpold av Bayern (prinsregent 1886–1913)
      - Ludvig III av Bayern (1913–1918)
        - Rupprecht, kronprins av Bayern